# Morsø Kommune
Morsø Kommune ist eine dänische Kommune in der Region Nordjylland. Sie erstreckt sich über eine Fläche von 366,40 km² und zählt 19.927 Einwohner (Stand 1. Januar 2023). Der Sitz der Verwaltung ist Nykøbing Mors. Die Kommune entstand bereits 1970, gehörte damals zum Nordjyllands Amt und blieb bei der Kommunalgebietsreform 2007 unverändert. Sie umfasst im Wesentlichen die Limfjord-Insel Mors.

## Kirchspielsgemeinden und Ortschaften in der Kommune
Auf dem Gemeindegebiet liegen die folgenden Kirchspielsgemeinden (dän.: Sogn) und Ortschaften mit über 200 Einwohnern  (byområder (dt.: „Stadtgebiete“) nach Definition der Statistikbehörde); Einwohnerzahl am 1. Januar 2023, bei einer eingetragenen Einwohnerzahl von Null hatte der Ort in der Vergangenheit mehr als 200 Einwohner: 
| Sogn                        | Einwohner              | Ortschaft      | Einwohner |
| --------------------------- | ---------------------- | -------------- | --------- |
| Agerø Sogn                  | 35                     |                |           |
| Alsted Sogn                 | 163                    |                |           |
| Bjergby Sogn                | 297                    | Bjergby        | < 200     |
| Blidstrup Sogn              | 1. Oktober 2021: 0.121 |                |           |
| Dragstrup Sogn              | 215                    |                |           |
| Ejerslev Sogn               | 159                    |                |           |
| Elsø Sogn                   | 183                    |                |           |
| Erslev Sogn                 | 618                    | Erslev         | 372       |
| Flade Sogn                  | 267                    | Flade          | < 200     |
| Frøslev Sogn                | 436                    | Frøslev        | 244       |
| Galtrup Sogn                | 403                    |                |           |
| Hvidbjerg Sogn              | 463                    |                |           |
| Jørsby Sogn                 | 73                     |                |           |
| Karby Sogn                  | 435                    | Karby          | 237       |
| Ljørslev Sogn               | 176                    |                |           |
| Lødderup Sogn               | 632                    | Lødderup       | 225       |
| Mollerup Sogn               | 136                    |                |           |
| Nykøbing M Sogn             | 9.123                  | Nykøbing Mors  | 9.068     |
| Ovtrup Sogn                 | 211                    |                |           |
| Rakkeby Sogn                | 146                    |                |           |
| Redsted Sogn                | 481                    | Redsted        | 221       |
| Sejerslev Sogn              | 570                    | Sejerslev      | 323       |
| Skallerup Sogn              | 173                    |                |           |
| Solbjerg Sogn               | 390                    |                |           |
| Sundby Sogn                 | 580                    | Sundby         | 466       |
| Sønder Dråby Sogn           | 230                    |                |           |
| Tæbring Sogn                | 166                    |                |           |
| Tødsø Sogn                  | 694                    | Tødsø Vodstrup | 251 227   |
| Vejerslev Sogn              | 751                    | Vils           | 471       |
| Vester Assels Sogn          | 115                    |                |           |
| Ørding Sogn                 | 408                    |                |           |
| Øster Assels Sogn           | 1. Oktober 2021: 0.465 |                |           |
| Øster Assels-Blidstrup Sogn | 570                    | Øster Assels   | < 200     |
| Øster Jølby Sogn            | 608                    | Øster Jølby    | 696       |

1. 1 2 3  
Flade hatte 2006 erstmals weniger als 200 Einwohner, in Bjergby war das erstmals 2012 der Fall, in Øster Assels 2013.
2. 1 2 3  Am 1. Januar 2022 wurden Blidstrup Sogn und Øster Assels Sogn zum Øster Assels-Blidstrup Sogn zusammengelegt.

## Gemeindepartnerschaften
Seit 1970 besteht eine Städtepartnerschaft mit Misburg, die nach dessen Eingemeindung heute vom hannoverschen Stadtbezirk Misburg-Anderten fortgeführt wird.
Weitere Partnerschaften wurden mit
- Schweden: Bollnäs
- Norwegen: Flekkefjord
- Finnland: Kankaanpää
- Tansania: Bukoba (seit 1983)

geschlossen.

## Verkehr
Innerhalb der Kommune können die Ortsbusse der Linien 1 und 2 sowie die lokalen Buslinien 701–709 und 790 kostenlos benutzt werden (Stand Nov. 2021).

## Frühere Veränderung von Verwaltungseinheiten
Die Landgemeinden  in diesem Bereich waren vor 1970 in zwei Harden aufgeteilt: Morsø Sønder Herred und Morsø Nørre Herred (dän. für: Morsø Nord- und Südharde).
Bereits vor der Kommunalreform 1970 schlossen sich einige dieser Sogne zu größeren Landgemeinden zusammen.
Innerhalb der Nordharde gab es folgende Zusammenschlüsse
- Sejerslev Sogn, Ejerslev Sogn und Jørsby Sogn (Landgemeinde Sejerslev-Ejerslev-Jørsby)
- Flade Sogn und Sønder Dråby Sogn (Landgemeinde Flade-Sønder Dråby)
- Alsted Sogn und Bjergby Sogn (Landgemeinde Alsted-Bjergby)
- Galtrup Sogn und Øster Jølby Sogn (Landgemeinde Galtrup-Øster Jølby)
- Solbjerg Sogn und Sundby Sogn (Landgemeinde Solbjerg-Sundby)
- Dragstrup Sogn und Skallerup Sogn (Landgemeinde Dragstrup-Skallerup)
- Tødsø Sogn und Erslev Sogn (Landgemeinde Todsø-Erslev)

Vejerslev Sogn aus der Nordharde  schloss sich mit Blidstrup Sogn aus der Südharde zur Landgemeinde Vejerslev-Bildstrup zusammen.
Innerhalb der Südharde gab es folgende Zusammenschlüsse:
- Frøslev Sogn und Mollerup Sogn (Landgemeinde Frøslev-Mollerup)
- Karby Sogn, Hvidbjerg Sogn und Redsted Sogn (Landgemeinde Karby-Hvidbjerg-Redsted)
- Ljørslev Sogn und Ørding Sogn (Landgemeinde Ljørslev-Ørding)
- Lødderup Sogn und Elsø Sogn (Landgemeinde Lødderup-Elsø)
- Tæbring Sogn, Ovtrup Sogn und Rakkeby Sogn (Landgemeinde Tæbring-Ovtrup-Rakkeby)
- Øster Assels Sogn und Vester Assels Sogn (Landgemeinde Øster Assels-Vester Assels)

Nykøbing Mors Sogn in der Südharde blieb bis zu Kommunalreform 1970 unangetastet. 1970 wurden die beiden Harden zur Morsø Kommune zusammengefasst, die bei der nächsten Verwaltungsreform 2007 als eine der wenigen in vollem Umfang erhalten blieb. Dabei wechselte sie vom Viborg Amt in die neue Region Nordjylland.